# Liliana
Liliana (řidčeji také Lily, Lilien) je ženské křestní jméno latinského původu. Je odvozeno od jména květiny lilie (latinsky lilium). V českém občanském kalendáři má svátek 25. února.

## Statistické údaje
Následující tabulka uvádí četnost jména v ČR a pořadí mezi ženskými jmény ve srovnání dvou roků, pro které jsou dostupné údaje MV ČR – lze z ní tedy vysledovat trend v užívání tohoto jména:
| Rok       | Četnost   | Pořadí   |
| 1999      | 305       | 361.     |
| 2002      | 322       | 355.     |
| Porovnání | o 17 více | o 6 lépe |

## Nositelky jména
- Liliana Cavani – italská režisérka
- Lilia Khousnoutdinova - česká filantropka
- Lilian Sarah Fischerová – česká herečka a modelka
- Lilian Forsgrenová – švédská orientační běžkyně
- Lillian Hellmanová – americká dramatička
- Lillian Gishová – americká herečka
- Lilian Malkina – ruská herečka

## Nositelky Lily
- Lily Allen – britská zpěvačka
- Lily Aldrinová – fiktivní postava z amerického seriálu Jak jsem poznal vaši matku
- Lilly Fosterová Lambertová – fiktivní postava z amerického seriálu Krok za krokem